# Стевен Де Петер
Стевен де Петер е белгийски футболист, играещ на професионално ниво в елитния КВК Вестерло. Той преминава в клуба през 2009 г. от втородивизионния ФК Дендер за неустановена сума.